# Mischocyttarus polymorphus
Mischocyttarus polymorphus är en getingart som beskrevs av Cooper 1998. Mischocyttarus polymorphus ingår i släktet Mischocyttarus och familjen getingar. Inga underarter finns listade i Catalogue of Life.